# Gianni Schicchi
Gianni Schicchi – jednoaktowa opera Giacoma Pucciniego na podstawie Boskiej komedii Dantego Alighieri. Autorem włoskiego libretta jest Giovacchino Forzano. Jest ostatnią z trzech oper Tryptyku.
Akcja rozgrywa się we Florencji w 1299 roku. Umiera bogaty Buoso Donati, pozostawiając swój majątek mnichom. Oburzeni spadkobiercy korzystają z usług Gianniego Schicchiego, który proponuje podstęp polegający na zastąpieniu nieprzychylnego im testamentu innym. Gotowi zrobić wszystko, aby stać się bogatymi, naiwni spadkobiercy ostatecznie zostają oszukani przez Schicchiego, który ucieka z większością ich majątku. Do ważniejszych arii zalicza się O mio babbino caro.
Pierwszy raz została wystawiona w Metropolitan Opera 14 grudnia 1918 roku pod dyrekcją Roberto Moranzoniego. Opera spotkała się z pozytywnym odbiorem u krytyków i została najlepiej odebrana z Tryptyku. Gianni Schicchi jest jedną z najczęściej wystawianych oper na świecie. Bohaterów na przestrzeni lat grali m.in.: Renata Tebaldi, Maria Callas, Mirella Freni, Tito Gobbi i Angela Gheorghiu.

## Historia powstania dzieła
Po premierze Madame Butterfly w 1904 roku Puccini miał trudności ze znalezieniem nowego tematu. Dalej rozważał pomysł skomponowania trzech jednoaktowych oper, które miałyby być wystawiane razem, ale jego wydawca, Giulio Ricordi, stanowczo sprzeciwił się takiemu projektowi, przekonany, że będzie on kosztowny w obsadzie i produkcji. Kompozytor planował następnie pracować ze swoim długoletnim librecistą, Giuseppe Giacosą, nad operą o austriackiej arcyksiężniczce Marii Antoninie. Puccini nie zrealizował żadnego z tych projektów, ponieważ choroba Giacosy doprowadziła do jego śmierci we wrześniu 1906 roku.
Kompozytor ciągle planował napisanie kilku jednoaktowych oper po sukcesie Rycerskości wieśniaczej Pietro Mascagniego. Myślał o adaptacji nowel Maksima Gorkiego, jednak zarzucił ten pomysł i szukał nowej inspiracji. Zdecydował się na Tryptyk, w którym każda z oper bazuje na jednej części Boskiej Komedii Dantego Alighieri. Ostatecznie tylko Gianni Schicchi bazował na poemacie Dantego, a dokładnie na wydaniu z 1866 roku. Autorem tej wersji jest filolog Pietro Fanfani, który zawarł w książce aneks z komentarzem przypisywanym anonimowemu Florentyńczykowi z XIV wieku. Zarówno Schicchi, jak i Buoso Donati byli postaciami historycznymi. Poemat Dantego oparty jest na prawdziwym wydarzeniu, które miało miejsce w XIII-wiecznej Florencji.
Librecista Giovacchino Forzano przedstawił Pucciniemu swoje szkice dla oper Siostra Angelica i Gianni Schicchi. Kompozytor początkowo nie był entuzjastycznie nastawiony do historii Schicchiego – Florencja jako sceneria nie przemawiała do niego i obawiał się, że publiczność nie będzie zainteresowana tematem. Wkrótce jednak zmienił zdanie i pracował nad partyturą do obu dzieł jednocześnie. Prace nad Siostrą Angelicą zostały ukończone we wrześniu 1917 roku, po czym Puccini poświęcił całą swoją uwagę komedii. Pomimo że wiadomości dotyczące I wojny światowej i pandemii grypy w 1918 roku, w której Puccini stracił siostrę, odciągnęły go od pracy, pierwszy szkic został ukończony 20 kwietnia 1918 roku. Kompozytor kontynuował prace nad librettem i orkiestracją przez całe lato 1918 roku. Opera Gianni Schicchi została napisana jako dzieło przekomponowane, nie wydzielając przerw pomiędzy poszczególnymi utworami. Jedynym wyjątkiem jest aria O mio babbino caro.
Według niektórych badaczy opery struktura dzieła bazuje na modelu używanym w commedii dell’arte, gdzie każdy bohater odgrywa pewną maskę. Schicchi przypomina postać arlekina, podczas gdy jego córka Lauretta to kolombina. Simone nawiązuje do roli pantalone, podczas gdy ubogi Betto przypomina lokaja zanniego. Doktor Spinelloccio przypomina maskę klasycznego lekarza dottore. Gianni Schicchi to jedyna opera komiczna Pucciniego i zarazem ostatnia, którą ukończył.

## Osoby

Szkic kostiumu Schicchiego (1918)

| Rola                                  | Głos    | Występujący podczas prapremiery (Metropolitan Opera), 14 grudnia 1918 (Dyrygent: Roberto Moranzoni) |
| ------------------------------------- | ------- | --------------------------------------------------------------------------------------------------- |
| Gianni Schicchi                       | baryton | Giuseppe De Luca                                                                                    |
| Lauretta, córka Gianniego Schicchiego | sopran  | Florence Easton                                                                                     |
| Zita, kuzynka Buosa                   | alt     | Kathleen Howard                                                                                     |
| Rinuccio, siotrzeniec Zity            | tenor   | Giulio Crimi                                                                                        |
| Gherardo, siostrzeniec Buosa          | tenor   | Angelo Badà                                                                                         |
| Nella, jego żona                      | sopran  | Marie Tiffany                                                                                       |
| Gherardino, jej syn                   | alt     | Mario Malatesta                                                                                     |
| Betto di Signa, szwagier Buosa        | bas     | Paolo Ananian                                                                                       |
| Simone, kuzyn Buosa                   | bas     | Adamo Didur                                                                                         |
| Marco, jego syn                       | baryton | Louis D'Angelo                                                                                      |
| Ciesca, żona Marca                    | sopran  | Marie Sundelius                                                                                     |
| Mistrz Spinelloccio, lekarz           | bas     | Pompilio Malatesta                                                                                  |
| Messer Amantio di Nicolao, notariusz  | baryton | Andrés de Segurola                                                                                  |
| Pinellino, szewc                      | bas     | Vincenzo Reschiglian                                                                                |
| Gussio, farbiarz                      | bas     | Carl Schlegel                                                                                       |

## Treść
Miejsce akcji: Florencja, 1299 rok.

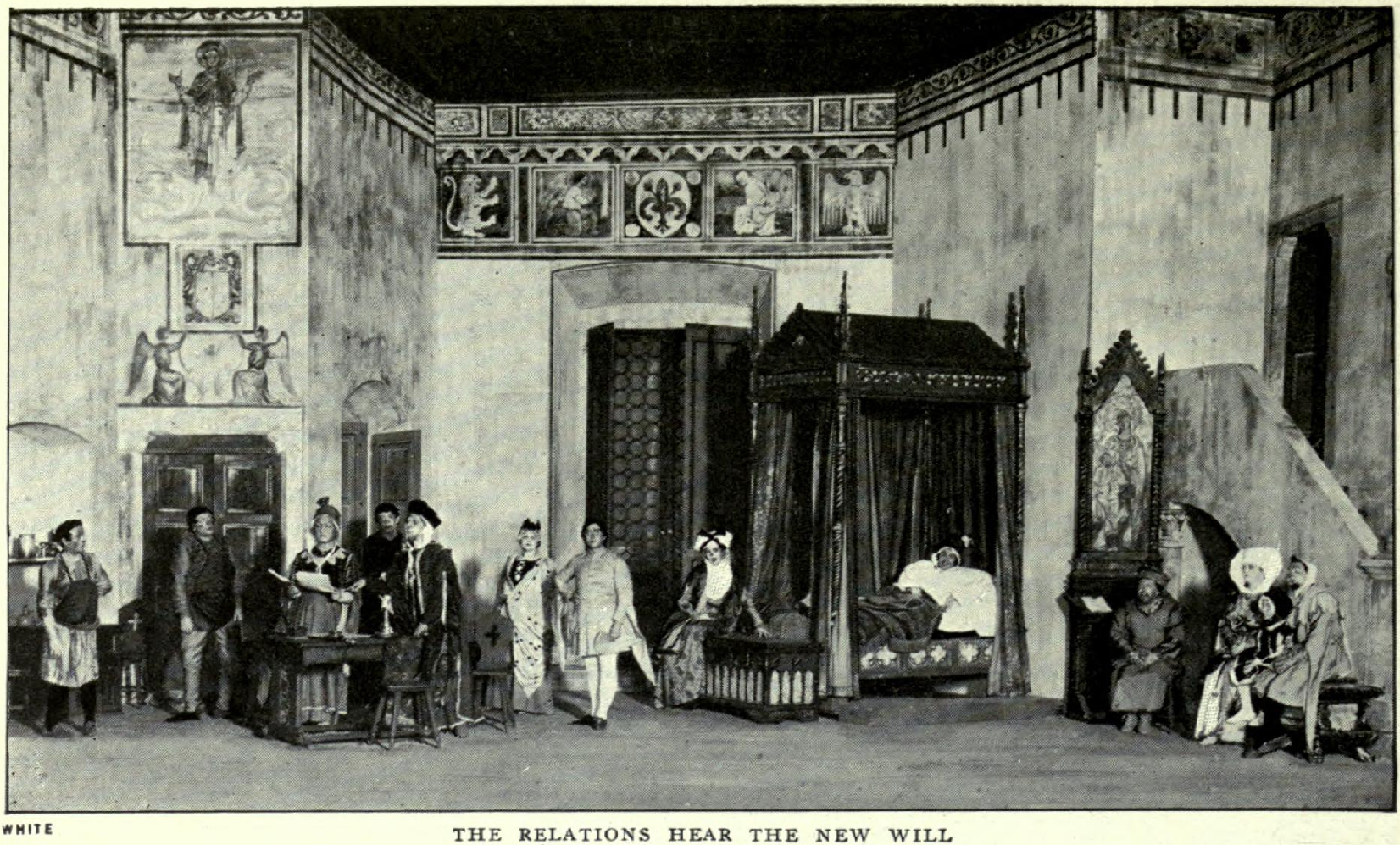
Scena z opery, 14 grudnia 1918 roku

Umiera florencki bogacz Buoso Donato. W jego domu pojawia się rodzina, która w głębokim żalu opłakuje jego śmierć. Ta rozpacz urywa się, gdy tylko dowiadują się, iż cały swój ogromny majątek przepisał na klasztor. Simone, kuzyn Buosa, wyjaśnia, że jeśli testament jest już u notariusza, nie będzie można nic zrobić, gdyby jednak był jeszcze w domu, to można odwrócić niekorzystną decyzję Buosa. Cała rodzina rozpoczyna poszukiwania testamentu. Znajduje go Rinuccio. Wpada na pomysł, aby wezwać na pomoc znanego spryciarza Gianniego Schicchiego, z którego córką jest zaręczony.
Po krótkiej chwili pojawia się Gianni wraz ze swoją córką. Zita otwarcie okazuje swoje niezadowolenie co do planów małżeńskich swojego siostrzeńca Rinuccia. Gdy urażony Schicchi chce odejść, jego córka Lauretta namawia go, aby tego nie robił. Scchicchi wpada na pomysł. Skoro krewni Buosa nie będą wiedzieć o jego śmierci, to można sporządzić nowy testament, lecz za takie oszustwo grozi surowa kara. W międzyczasie pojawia się lekarz, Mistrz Spinelloccio, który nie zostaje wpuszczony do środka. Schicchi, naśladując głos Buosa, informuje lekarza przez uchylone drzwi, że czuje się dobrze i jedyne, czego pragnie, to spać. Następuje najbardziej przez wszystkich oczekiwana chwila, czyli pisanie nowego testamentu. Każdy z rodziny stara się pozyskać względy Schicchiego i szepce mu, co chciałby dla siebie.
Kiedy w obecności notariusza i świadków następuje zapisywanie testamentu, Schicchi zapisuje wszystko sobie samemu. Krewni nie mogą protestować, gdyż gdyby misterny plan wyszedł na jaw, wszyscy ponieśliby surową karę. Po wyjściu notariusza i świadków rodzina Buosa rzuca się na Gianniego, jednak jest on już panem na swojej własności i zrzuca wszystkich ze schodów. Rinuccio i Lauretta zostają sami i są szczęśliwi z biegu ostatnich wydarzeń. Schicchi, wracając do pomieszczenia, zwraca się do publiczności z prośbą o wyrozumiałość; może i Dante wtrącił go do piekła, ale istnieją okoliczności łagodzące – chce te pieniądze przeznaczyć dla młodej pary.

## Losy sceniczne

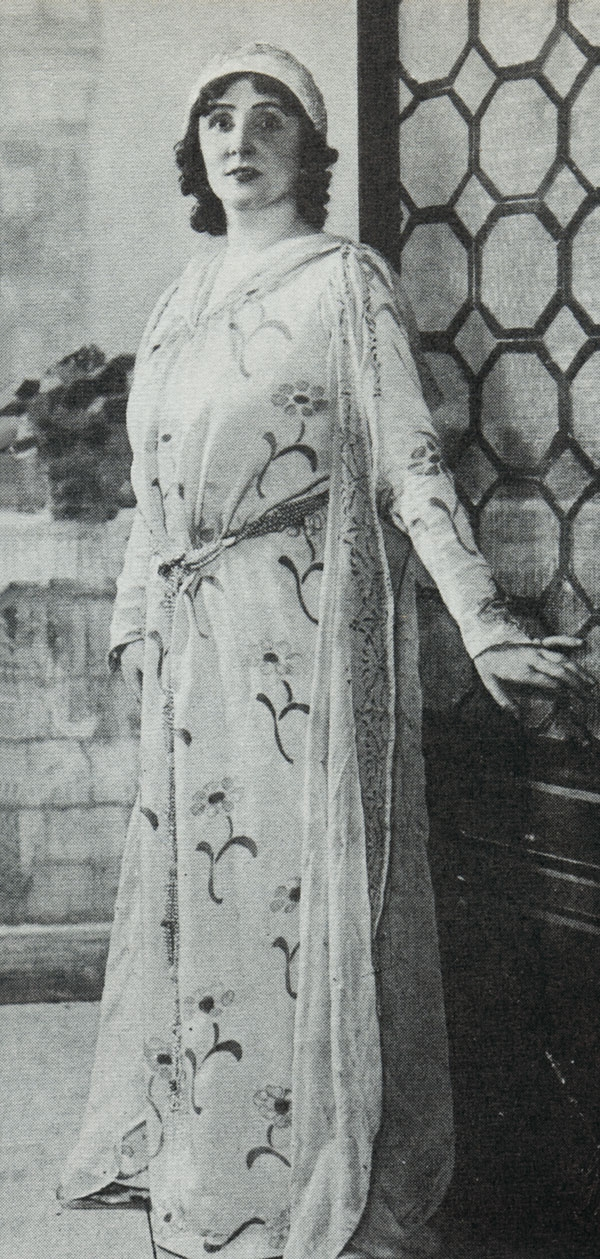
Florence Easton jako Lauretta, 14 grudnia 1918 roku

### Premiera
Prapremiera miała miejsce w Metropolitan Opera 14 grudnia 1918 roku pod dyrekcją Roberto Moranzoniego jako część Tryptyku. Opera została odebrana pozytywnie i określano ją jako najlepszą tego wieczoru. Pisząc dla „Evening Sun” W.J. Henderson określił operę jako jedną z najlepszych wystawionych w Metropolitan, a punktem kulminacyjnym była aria O mio babbino caro, która – pomimo wcześniejszego zakazu – doczekała się bisu. Jedyną osobą grającą we wszystkich operach była Marie Tiffany grająca kochankę w Płaszczu, jedną z sióstr w Angelice i Nellę w Schicchim. Wybór Nowego Jorku jako miejsca prapremiery podyktowany był wojną w Europie i niestabilnością polityczną.
Włoska premiera miała miejsce 11 stycznia 1919 roku. Podobnie do recenzji z Nowego Jorku, największym uznaniem cieszył się Schicchi. Arturo Toscanini, znajomy kompozytora, będąc na premierze, wyszedł przed końcem, negatywnie oceniając Płaszcz. Po tym wydarzeniu muzycy poróżnili się, a Puccini nie pozwolił dyrygentowi na przeprowadzenie londyńskiej premiery. Redaktor z włoskiej gazety „L'idea nazionale” uznał, że trzy dzieła stanowią jednolitą całość, ale obawiał się, że Puccini staje się coraz mniej pomysłowy. Dalej w swojej recenzji chwalił kompozytora za powrót do włoskiego tematu „po tylu bezużytecznych japońskich, amerykańskich i paryskich dygresjach”.

### Dalsze losy
W 1919 roku Puccini odwiedził Londyn, aby omówić plany przyszłorocznej premiery Tryptyku w Covent Garden. Miało to miejsce 18 czerwca 1920 roku; król Jerzy V i królowa Maria byli obecni i wezwali Pucciniego do swojej loży, aby osobiście złożyć mu gratulacje. Ponieważ Toscanini nie był brany pod uwagę, Puccini miał nadzieję, że sir Thomas Beecham poprowadzi premierę, ale odmówił i ostatecznie dyrygował Gaetano Bavagnoli.
Od momentu prapremiery w Nowym Jorku wiele osób wskazywało na fakt, że Schicchi wyróżnia się pozytywnie na tle dwóch pozostałych oper. Jeszcze przed 1920 rokiem impresario i wydawcy operowi zaczęli nakłaniać kompozytora, aby wystawiać dzieła osobno i pominąć Siostrę Angelicę, która okazała się najmniej popularna z całej trójki, ale niektórzy chcieli również pominąć Płaszcz. Puccini nie był zadowolony z obrotu spraw, ale ostatecznie zgodził się na podział oper.
Schicchi powrócił do Metropolitan w 1926 roku, już po śmierci Pucciniego, pozbawiony dwóch pozostałych części operowego tryptyku, a zamiast tego połączony z Pajacami Ruggero Leoncavalla. W kolejnych latach opera wystawiała dzieło m.in. z Jasiem i Małgosią Engelberta Humperdincka, Miłością trzech króli Italo Montemezziego czy Cyganerią Pucciniego.
Polska prapremiera miała miejsce w Warszawie w 1926 roku.
Reżyser filmowy Woody Allen zadebiutował w operze reżyserując Schicchiego dla Los Angeles Opera w sezonie 2008/2009. Przedstawienie z 2015 roku (Plácido Domingo w roli głównej) zostało nagrane dla telewizji.

### Odbiór
Piotr Kamiński określił większą popularność Schicchiego nad dwiema pozostałymi operami mianem paradoksu Tryptyku. Jego zdaniem Płaszcz i Siostra Angelica są bliższe klasycznemu melodramma, podczas gdy ostatnia część Tryptyku przypomina slapstickową farsę popularną w czarnobiałym kinie. Opera jest często porównywana z Falstaffem Giuseppe Verdiego. Dzieła stanowią wyjątek w poważnym repertuarze kompozytorów. W obu przypadkach w głównej roli obsadzono baryton, przedstawiając historię miłosną młodej pary w kontrze do reszty rodziny. Kamiński natomiast porównał losy rodziny Donatich do Nosa Dmitrija Szostakowicza.
Axel Körner w swojej pracy „Puccini's Tuscany” zauważył, że premiera Tryptyku miała miejsce niedługo po zakończeniu I wojny światowej, a toskańska historia opowiedziana w operze pokazuje życie wolne od problemów współczesnego świata. Dzieło wykorzystuje stare skojarzenia opery z Włochami, gdzie Florencja i Toskania stanowią „bel paese” – literackie określenie opisujące Włochy jako piękny kraj. Zdaniem Körnera Florencja, miasto konfliktu pomiędzy tradycją, a byciem nowoczesnym kosmopolitycznym miejscem, jest odzwierciedlone w operze; opera łączy innowacyjne techniki muzyczne i jednocześnie pokazuje wizerunek Włoch, który zaczął zanikać. Pomimo że Puccini był dumny z dziedzictwa kulturowego swojego rodzinnego regionu, to Schicchi jest jedyną operą kompozytora osadzoną w Toskanii.
Postać Schicchiego stała się inspiracją dla sztuki Volpone albo lis Bena Jonsona.

## Nagrania
Opera została nagrana ponad 40 razy. Pierwsze znane nagranie pochodzi z 1936 roku wykonane w Metropolitan Opera pod przewodnictwem Gennaro Papiego. Poniższa lista zawiera kilka przykładów nagrań opery.
- 1958 – Victoria de los Angeles (Lauretta), Tito Gobbi (Schicchi), Anna Maria Canali (Zita).
- 1962 – Renata Tebaldi (Lauretta), Fernando Corena (Schicchi), Lucia Danieli (Zita).
- 1991 – Mirella Freni (Lauretta), Leo Nucci (Schicchi), Ewa Podleś (Zita).
- 1998 – Angela Gheorghiu (Lauretta), José van Dam (Schicchi), Felicity Palmer (Zita).